# Bandera de la provincia de Santa Fe
La actual bandera de la provincia argentina de Santa Fe fue adoptada como tal en 1986 luego del abandono de su uso en 1880. La provincia tuvo 6 banderas oficiales antes de la actual.

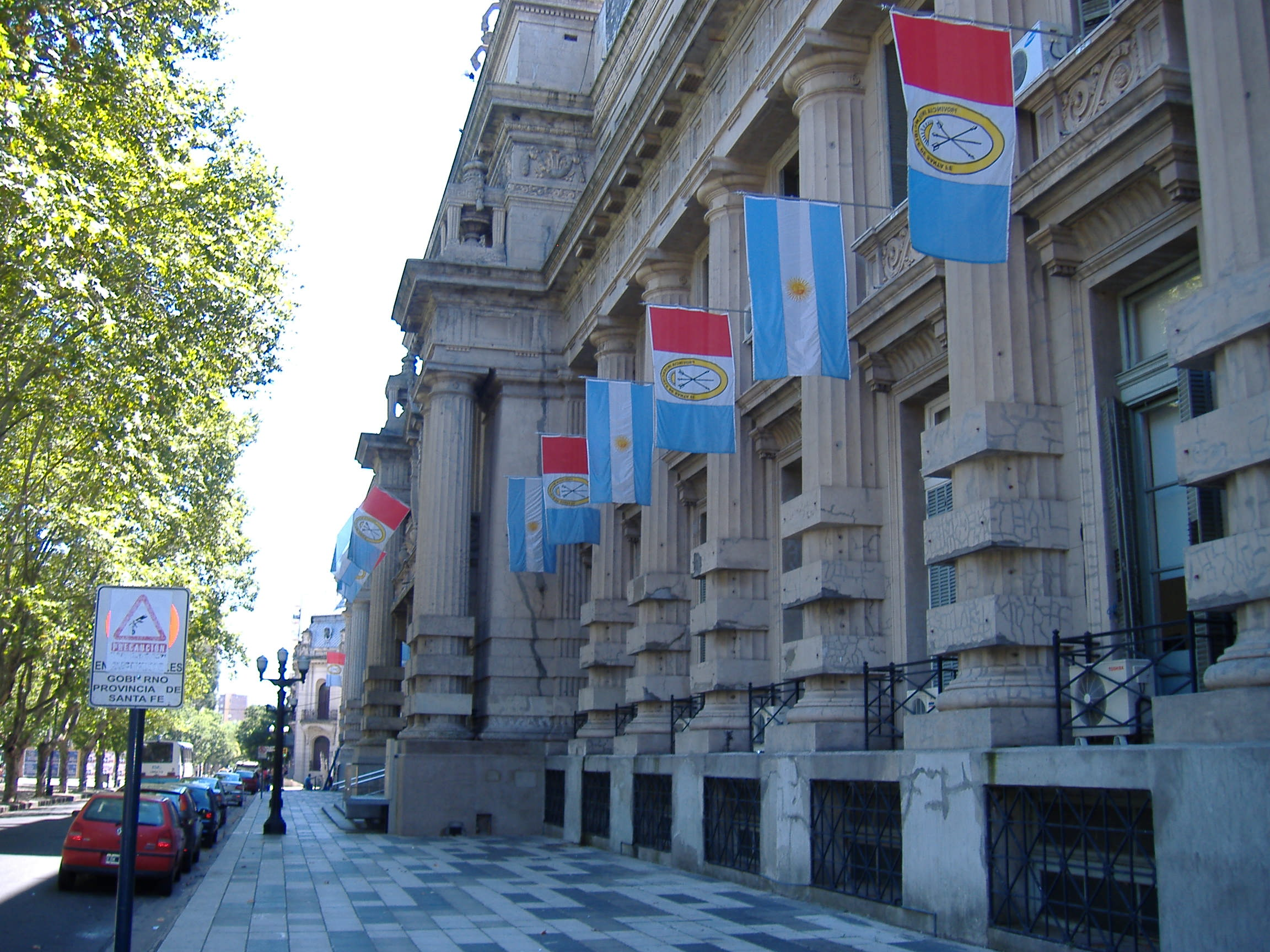
Sede del Gobierno provincial en Rosario.

## Diseño
La actual tiene tres franjas verticales (de izquierda a derecha: rojo, blanco y celeste), en el espacio en blanco tiene dos flechas de los indígenas vencidas por la lanza de la «civilización» sobre este la mitad de un sol rodeado por redondo de color dorado con la inscripción: «Provincia Invencible de Santa Fe». Su ratio es de 1:2.
La ley provincial de Santa Fe establece que:

Art. 1.- Adoptáse como bandera de la Provincia de Santa Fe la que fuera bandera del brigadier General Don Estanislao Lopez aceptada por la Honorable Junta de Representantes en sesión del 22 de agosto de 1822.

art. 2.- De acuerdo con el art. anterior la bandera de Santa Fe será del siguiente diseño:
a) Forma rectangular
b) campo dividido en tres secciones, rojo a la diestra, blanco al centro y azul celeste a la siniestra
c) En el centro un ovalo de eje vertical orlado con una franja amarilla donde se note: "Provincia invencible de Santa Fe"
d) En el interior del ovalo en la parte superior un sol naciente, y abarcándolo en casi toda su extensión dos flechas volcadas en forma de cruz de San Andres cortadas de abajo arriba por una lanza con la punta en alto.
Art. 3. El uso de la bandera de Santa Fe se hará en forma conjunta con la bandera nacional argentina. La rendición de honores en ceremonias oficiales se cumplimentará exclusivamente para la bandera nacional. 
art. 4. El poder ejecutivo reglamentará la presente ley en concordancia con la reglamentación vigente para el uso de la bandera nacional.
art. 5. Derogánse las leyes y disposiciones que se opongan a la presente ley.

art. 6.- Comuniquese al poder ejecutivo.

## Banderas históricas

Bandera de Santa Fe (1815)[2]
Bandera de Santa Fe (1819-1821)[2]
Bandera de Santa Fe (1821)[2]
Bandera de Santa Fe (1822-1880; 1980-actualidad)[2]